# Ürgüp
Ürgüp (griechisch Προκόπιο Prokopio) ist
eine türkische Kleinstadt und Hauptort des gleichnamigen Landkreises (İlçe) in der zentralanatolischen Provinz Nevşehir.

## Geographie

### Lage
Die Stadt Ürgüp liegt an einer Landstraße, die die etwa 20 Kilometer westlich gelegene Provinzhauptstadt Nevşehir und die Stadt Aksaray sowie die etwa 60 Kilometer östlich liegende Stadt Kayseri miteinander verbindet. Die türkische Hauptstadt Ankara liegt 260 Kilometer in nordwestlicher Richtung entfernt. Die Touristenorte um Antalya, Side und Alanya befinden sich etwa 400–500 Kilometer südwestlich.
Auf einer Höhe von etwa 1150 Metern über NN liegt Ürgüp zentral in der Touristenregion Kappadokien. Nahe der Stadt befinden sich zahlreiche Sehenswürdigkeiten wie z. B. die aus dem vulkanischen Gestein herausgewaschenen Feenkamine und andere beeindruckende geologische Formationen sowie die frühchristlichen Höhlenkirchen im Freilichtmuseum von Göreme.
Die Stadt liegt an der Autobahn D302, einer 28 km langen Nebenstrecke aus Nevşehir. Laut Stadtsiegel wurde der Ort 1886 zur Gemeinde (Belediye) erhoben.

### Landschaftsbild
Die Ortschaft ist an ein flaches, großes und leicht geneigtes Felsplateau angelehnt. Die älteren Bauten bestehen überwiegend aus rosa- und beigefarbenen Felsblöcken, dem sog. Tuffstein. Mit ihren flachen Dächern vermischen sich die Gebäude mit den rechteckigen Monolithen, die die Erosion im Laufe der Zeit aus den abschüssigen Seiten des Plateaus abgetrennt hat.
In den umliegenden Gebieten zwischen Ürgüp und Nevşehir prägen rosafarbene Schluchten, in denen auch heute noch in Steinbrüchen Tuffgestein gefördert wird, und die sogenannten „Feenkamine“ das Landschaftsbild. Diese verschiedenfarbigen Tuffsteinkegel, die vor einigen Jahrhunderten entstanden, werden an der Spitze durch eine gehärtete Steinplatte geschützt. Das weiche erodierende Gestein, welches aufgrund geologischer Bewegungen von einer einzelnen Felsfalte abbrach, ermöglichte das Einwirken der Witterung zwischen den Gesteinsblöcken und die daraus resultierende Bildung der Kegel.

### Landkreis
Der Landkreis im Westen der Provinz grenzt im Norden an den Kreis Avanos, im Westen an den zentralen Landkreis (Merkez) und im Südwesten an den Kreis Derinkuyu. Im Osten und Süden bildet die Provinz Kayseri mit den Kreisen İncesu und Yeşilhisar die Grenze. Er ist nach dem zentralen Landkreis der zweitbevölkerungsreichste Kreis und hat eine höhere Bevölkerungsdichte (60,2) als der Provinzwert (von 54,4 Einw. je km²).
Neben der Kreisstadt (2020: 65,1 % der Kreisbevölkerung) besteht mit Ortahisar (2998 Einw.) eine weitere Gemeinde (Belediye). Des Weiteren gehören noch 23 Dörfer (Köy) mit durchschnittlich 411 Bewohnern zum Kreis. Drei Dörfer haben über 1000 Einwohner: Mustafapaşa (1256), Mazı (1190) und Başdere (1013 Einw.), zehn Dörfer haben 411 oder mehr Einwohner. Der städtische Bevölkerungsanteil liegt bei 73,49 %.

## Tourismus
Ürgüp wird heute von zahlreichen Touristen besucht, die von den Ferienorten an der Türkischen Riviera anreisen. In der Nähe des älteren Dorfteiles, wo sich Häuser in die unterhalb liegende Ebene verteilen, liegt ein größeres Ferienresort mit zahlreichen moderneren Gebäuden. Diese orientieren sich an der traditionellen Bauweise und Architektur, die für diese Region charakteristisch ist.
Wenige Kilometer außerhalb von Ürgüp befindet sich in einem weitreichenden Gebiet eine große Anzahl an Kirchen und Kapellen, darunter die älteren Bauten im „Balkan-Tal“ aus dem 6. Jahrhundert. In der Nähe des Ortes Cernil liegt das Kloster von Basmelek („des Erzengels“). Im Ort Ayvalik befinden sich die Kirchen Karacalıı Kilise und Yukarı Kilise; im weiter entfernten Tagar liegt die Kirche des heiligen Theodor, eines in dieser Region verehrten Heiligen. Diese teilweise eingestürzte Kirche ist eines der größten christlichen Bauwerke im Gebiet um Ürgüp.
Das naheliegende „Tal von Golgoli“ beherbergt heute nur noch wenig von den antiken Kirchen mit ihren mit Malereien und Fresken ausgeschmückten Innenräumen. Die „Taskımpacha“ bei Damsa, eine Moschee aus dem 16. Jahrhundert, besteht aus einem dreischiffigen Raum mit rechteckigem Grundriss. Dieser wird von einem Tonnengewölbe und einer Kuppel überdeckt. Bedeutend sind im Inneren neben den Malereien auch die Portale sowie der hölzerne Altar im Kirchenschiff. Zu diesem Gebäudekomplex gehören zusätzlich ein Minarett und ein Innenhof.